# Gressittia fusca
Gressittia fusca är en tvåvingeart som först beskrevs av Schuurmans Stekhoven 1926.  Gressittia fusca ingår i släktet Gressittia och familjen bromsar. Inga underarter finns listade i Catalogue of Life.